# Everybody Knows (Stills & Collins)
Everybody Knows è un album in studio collaborativo dei cantanti statunitensi Judy Collins e Stephen Stills, accreditati Stills & Collins. Il disco è stato pubblicato nel 2017.

## Tracce
1. Handle with Care – 3:43 (Bob Dylan, Jeff Lynne, Tom Petty, George Harrison, Roy Orbison)
2. So Begins the Task – 3:35 (Stephen Stills)
3. River of Gold – 3:36 (Judy Collins)
4. Judy – 4:02 (Stills)
5. Everybody Knows – 5:26 (Leonard Cohen, Sharon Robinson)
6. Houses – 4:36 (Collins)
7. Reason to Believe – 2:57 (Tim Hardin)
8. Girl from the North Country – 3:26 (Dylan)
9. Who Knows Where the Time Goes – 5:40 (Sandy Denny)
10. Questions – 3:44 (Stills)

## Formazione
- Stephen Stills — voce, chitarra
- Judy Collins — voce, chitarra
- Tony Beard — batteria
- Marvin Etzioni — mandolino, mandocello (traccia 5)
- Kevin McCormick — basso
- Russell Walden — piano, organo